# Weißenkirchen in der Wachau
Weißenkirchen in der Wachau là một thị xã thuộc huyện Krems-Land trong bang Niederösterreich.
Đô thị này có diện tích 23,28 km2, dân số năm 2001 là 1494 người.

## Tham khảo

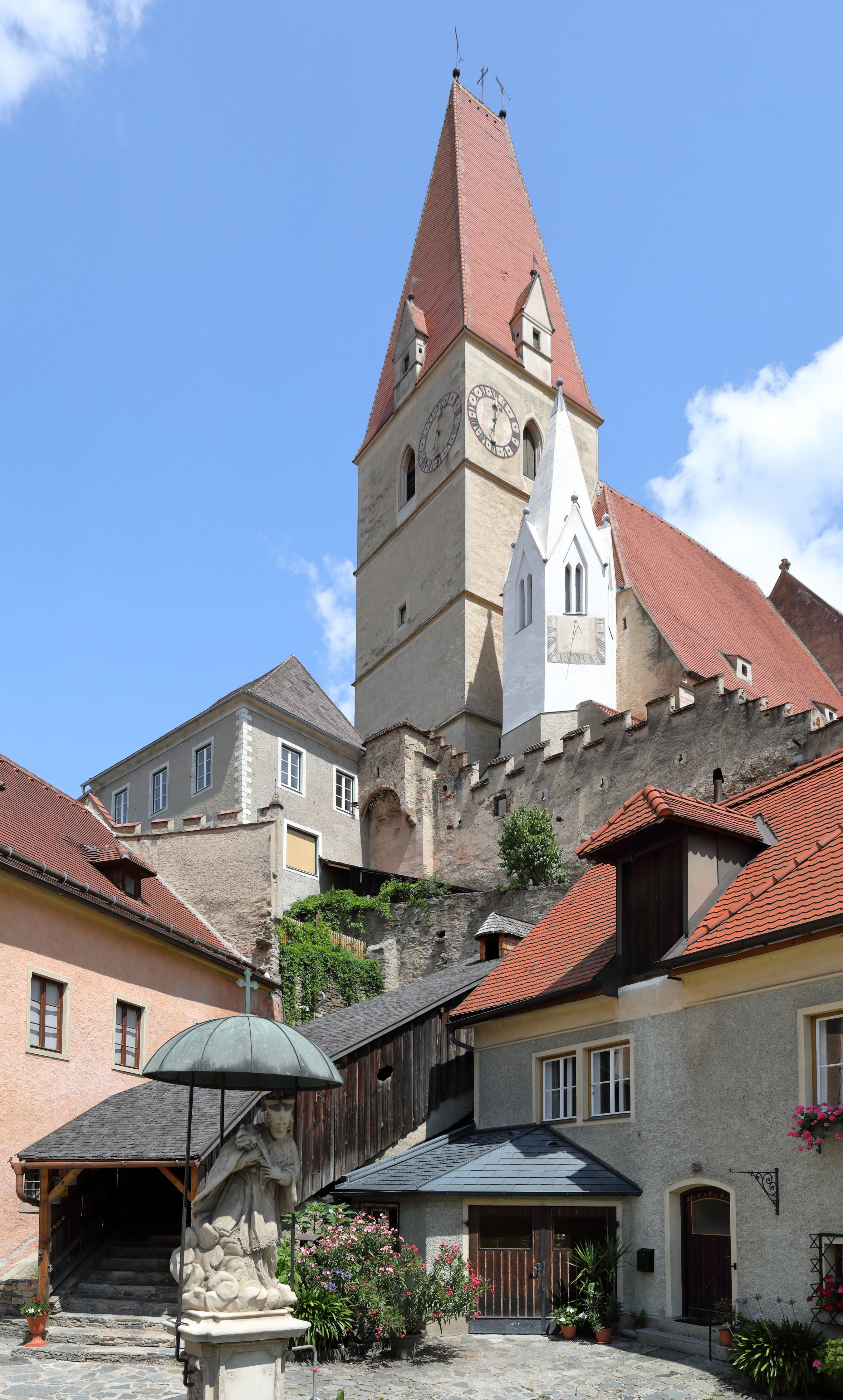
Weißenkirchen in der Wachau